# Minneapolis Sculpture Garden

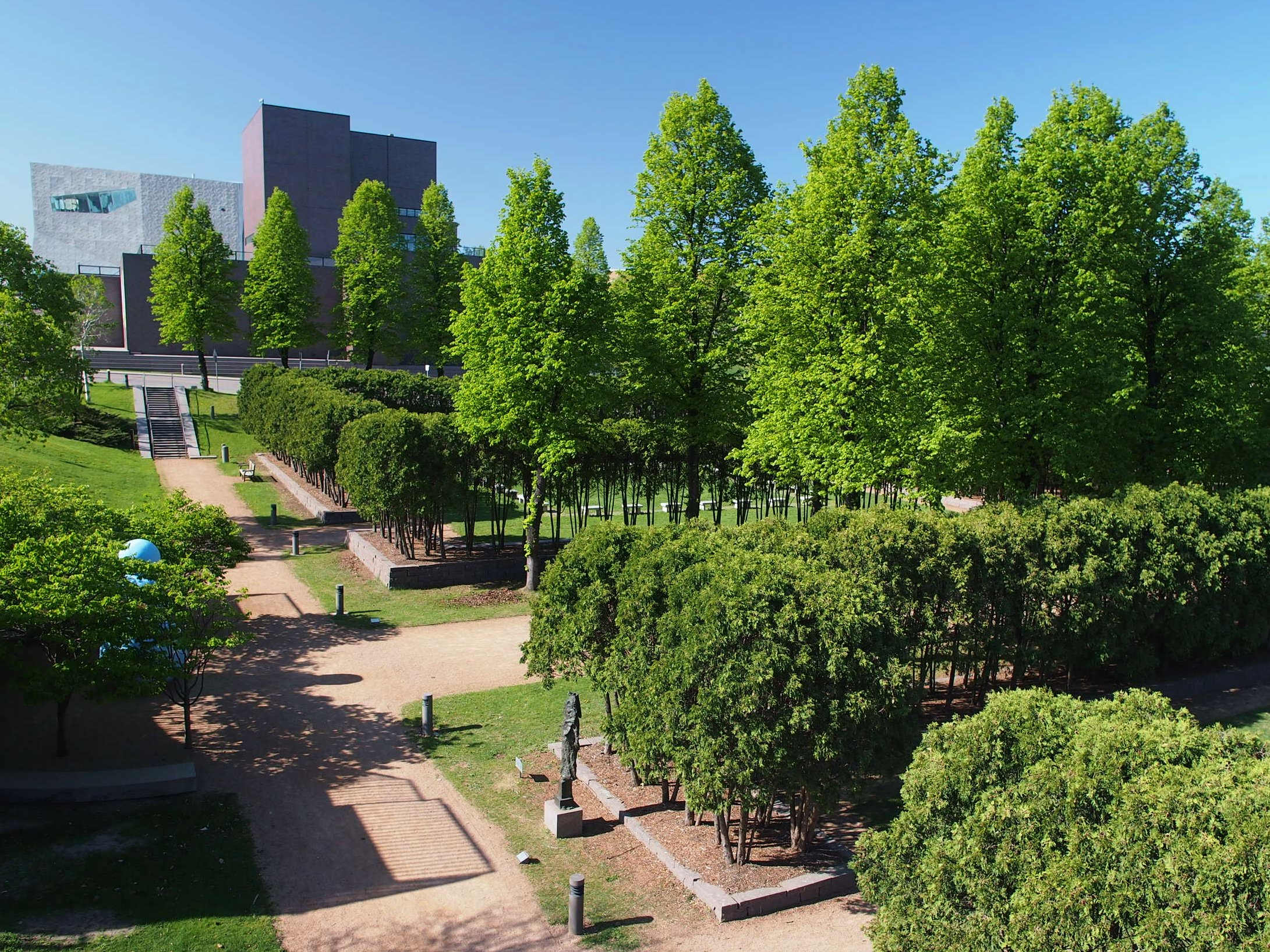

Het beeldenpark Minneapolis Sculpture Garden is een 4,5 hectare groot park in Minneapolis, Minnesota, Verenigde Staten, behorende tot het Walker Art Center.

## Het park
Het park heeft zijn huidige omvang bereikt in 1992, maar wordt sinds 1960 doorsneden door een autoweg (de Interstate 94). Het beeldenpark telt niet minder dan 40 permanente beelden en installaties en houdt bovendien op tijdelijke basis kortdurende exposities. Het meest aandachttrekkende werk in het park is een werk van Claes Oldenburg en Coosje van Bruggen uit 1985-1988: "Spoonbridge and Cherry". Op het terrein ligt voorts nog het zogenaamde Cowles Conservatory, waarin zich een sculptuur bevindt van Frank Gehry: "Standing Glass Fish" (1986).
Het park ligt in de onmiddellijke nabijheid van de Basiliek van Saint Mary en het Loring Park, waarmee het voor de aanleg van de autoweg was verbonden. Een voetgangersbrug, de Irene Hixon Whitney Bridge, ontworpen door Siah Armajani overbrugt de Interstate 94, waarmee de parken nu weer met elkaar zijn verbonden.

## De collectie
Tot de collectie van het park behoren werken van kunstenaars als:
Alexander Calder, Mark di Suvero, Magdalena Abakanowicz, Barry Flanagan, Sol Lewitt, David Nash, Jacques Lipchitz, Tony Cragg, Dan Graham, Jenny Holzer, Ellsworth Kelly, Giacomo Manzù, Marino Marini, Henry Moore, Louise Nevelson, Isamu Noguchi, Richard Serra, Tony Smith, Mario Merz en vele anderen.

## Fotogalerij

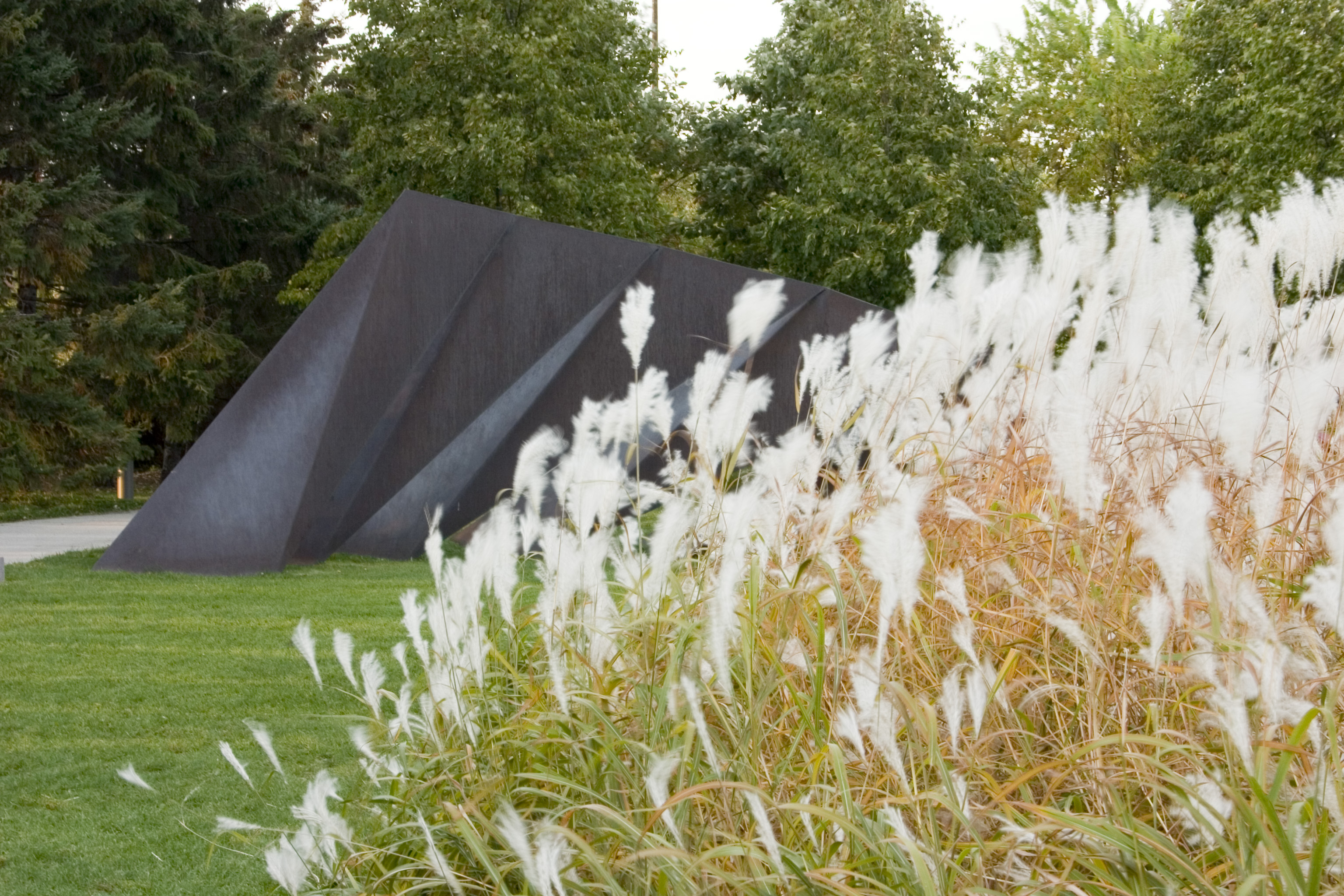
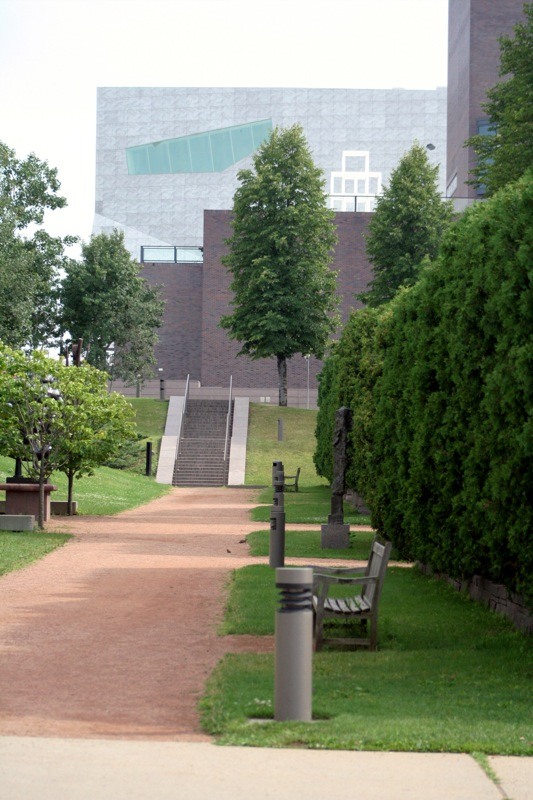